# Hetmanice (gromada)
Hetmanice – dawna gromada, czyli najmniejsza jednostka podziału terytorialnego Polskiej Rzeczypospolitej Ludowej w latach 1954–1972.
Gromady, z gromadzkimi radami narodowymi (GRN) jako organami władzy najniższego stopnia na wsi, funkcjonowały od reformy reorganizującej administrację wiejską przeprowadzonej jesienią 1954 do momentu ich zniesienia z dniem 1 stycznia 1973, tym samym wypierając organizację gminną w latach 1954–1972.
Gromadę Hetmanice z siedzibą GRN w Hetmanicach utworzono – jako jedną z 8759 gromad na obszarze Polski – w powiecie wschowskim w woj. zielonogórskim na mocy uchwały nr V/27/54 WRN w Zielonej Górze z dnia 5 października 1954. W skład jednostki weszły obszary dotychczasowych gromad Hetmanice, Lgiń i Nowa Wieś ze zniesionej gminy Wschowa-Północ w tymże powiecie. Dla gromady ustalono 10 członków gromadzkiej rady narodowej.
1 stycznia 1958 gromadę zniesiono, a jej obszar włączono do nowo utworzonej gromady Przyczyna Dolna (wsie Hetmanice i Nowa Wieś) oraz do gromady Wijewo (wieś Lgiń) w tymże powiecie.